# 道頓堀アワー
『道頓堀アワー』（どうとんぼり・アワー）は朝日放送テレビが、大阪テレビ放送時代の1958年9月27日から、1984年（末期は「とんぼり寄席」）にかけて、土曜日に生中継（晩期は中継録画）された、松竹芸能の上方漫才・落語、並びに松竹新喜劇の中継番組である。

## 概要
番組開始当初から、大阪市道頓堀角座、または中座からの公開生中継（晩期は録画中継）により、落語・漫才などの寄席、松竹新喜劇、文楽、人形浄瑠璃などの日本の古典芸能などを週替わりで放送していた 。
第1回は1958年9月27日に道頓堀角座からの生放送で、出演は歌謡漫才・かしまし娘（正司花江・正司照江・正司歌江）、落語・柳亭痴楽、漫才・中村春代・砂川捨丸であった。

## 他地域での放送
広島県では、当初は中国放送（TBS系列）で放送されていたが、1975年4月改編での朝日放送の毎日放送とのネットチェンジにより、広島ホームテレビ（NET系列）に移行した。
関東広域圏では、キー局（TBSテレビ→NETテレビ）ではなく、周辺各県の県域独立UHF放送局の一部（テレビ神奈川など）で放送されていた（広域独立放送局時代の東京12チャンネルでの放送実績があったかは不明）。